# Dorio (Mesenia)
Dorio (en griego, Δώριον) es el nombre de una antigua ciudad griega de Mesenia, que fue mencionada por Homero en el catálogo de las naves de la Ilíada, donde formaba parte de los territorios que gobernaba Néstor.
Según la mitología griega, fue el lugar donde las Musas privaron del arte del canto al tracio Tamiris, que había osado desafiarlas.
Estrabón comenta que en su época no quedaban restos de la ciudad, que algunos identificaban con una población que se llamaba Oluris u Olura, situada en un territorio llamado Aulón de Mesenia. Pausanias sitúa sus ruinas en el camino entre Andania y Ciparisia, cerca de una fuente llamada Acaya y del río Electra.

## Arqueología
Se localiza cerca de la actual población de Vasilikó, en una colina llamada Malthi, que ha sido excavada desde 1926 por equipos de arqueólogos de Suecia. El lugar estuvo habitado desde la Edad del Bronce Medio, pero su periodo de mayor prosperidad estuvo comprendido entre los periodos heládico tardío II y IIIB, es decir, la época micénica. Se han hallado varios tholos y un asentamiento que estaba rodeado por un muro de fortificación en el periodo micénico. También se hallaron numerosas tumbas en el interior del asentamiento.